# Mezmerize
Albums de System of a Down
Steal This Album!
(2002) Hypnotize
(2005)
Singles
1. B.Y.O.B.
Sortie : 23 août 2005
2. Question!
Sortie : 20 septembre 2005

Mezmerize est le quatrième album de System of a Down, sorti en mai 2005. Il constitue la première partie du double-album Mezmerize/Hypnotize Le premier titre à avoir été disponible fut Cigaro, suivi de près par le premier single officiel B.Y.O.B.. L'album alterne entre les pièces très délicates et calmes où les accords de voix dominent (Soldier Side et Lost in Hollywood par exemple) et entre les pièces typiques du groupe, où les riffs lourds sont soutenus par un rythme énergique.

## Pochette
L'horloge à cadran en chiffres romains de la pochette a sa quatrième heure représentée par quatre barres (IIII), aussi répandue que l'écriture IV durant l'antiquité. L'illustration de la pochette a été réalisée par Vartan Malakian, le père de Daron,,.

## Liste des titres
| No  | Titre                                            | Paroles                | Musique  | Durée |
| --- | ------------------------------------------------ | ---------------------- | -------- | ----- |
| 1.  | Soldier Side - Intro                             | Daron Malakian         | Malakian | 1:04  |
| 2.  | B.Y.O.B.                                         | Serj Tankian, Malakian | Malakian | 4:15  |
| 3.  | Revenga                                          | Malakian, Tankian      | Malakian | 3:48  |
| 4.  | Cigaro                                           | Malakian, Tankian      | Malakian | 2:11  |
| 5.  | Radio/Video                                      | Malakian, Tankian      | Malakian | 4:09  |
| 6.  | This Cocaine Makes Me Feel Like I'm On This Song | Tankian                | Malakian | 2:08  |
| 7.  | Violent Pornography                              | Malakian, Tankian      | Malakian | 3:31  |
| 8.  | Question!                                        | Tankian                | Tankian  | 3:20  |
| 9.  | Sad Statue                                       | Tankian, Malakian      | Malakian | 3:25  |
| 10. | Old School Hollywood                             | Malakian               | Malakian | 2:56  |
| 11. | Lost in Hollywood                                | Malakian, Tankian      | Malakian | 5:20  |